# Гриф (телеканал)
«Гриф» — бывшая курганская телекомпания. Начала собственное вещание в 1996 году на 1 ТВК.

## История канала
- 1996 год — основание компании.
- 24 мая 2004 года — начало вещания.
- 15 апреля 2019 года — конец вещания.

Лицензия на вещание ООО Гриф № 12929 выдана Россвязьохранкультурой 28 декабря 2007 года.
Средство массовой информации «Гриф» зарегистрировано 27 сентября 2012 года в форме распространения «Телеканал». Выдано свидетельство о регистрации СМИ ЭЛ № ТУ 45 — 00175 от 27 сентября 2012 года.

## Сетевые партнёры
- MTV: до 2004 года круглосуточно.
- ТНТ: 24 мая 2004 года — 8:30-7:00, с 2008 по 2019 год круглосуточно.

С начала телевизионного вещания «Грифа» курганским сетевым вещателем был «Регион-45», с сентября 2009 по апрель 2019 года вещал Ермак (ныне — «УрФО 24»).

## Ермак
С 2010 по 2017 год канал «Гриф» показывал в слоты 19:30-20:00, 00:30-01:00 (только по будням), 07:00-07:30, 08:00-08:30 программы УОТК «Ермак». Помимо основной рубрики «День», которая шла в слоты 19:30-20:00 и 07:00-07:30, а также в слоты 00:30-01:00 (существовал только в будние дни) и 08:00-08:30 также вещали рубрики «Про ДЕНЬги», «Погода дня», «День Без Опасности», «Гость дня», «День региона».

## Программы
Программы, которые транслировались в рамках партнерства с «Регионом — 45»: «Новости 45» (до сентября 2009) и «Прайм канал» (до июня 2007). В рамках партнерства с ОТК «Ермак» — информационная программа «День», «Про Деньги».